# Fritz Hartung
Fritz Hartung, född 12 januari 1883, död 24 december 1967, var en tysk historiker.
Hartung blev 1915 professor i Halle, 1922 i Kiel och var från 1925 professor i Berlin. Han sysslade särskilt med senare tiders författningshistoria. Bland Hartungs verk märks Hardenberg und die preussische Verwaltung in Ansbach-Bayreuth (1906), Karl V. und die deutschen Reichsstände 1546-55 (1910), Deutsche Verfassungsgeschichte seit dem 15 Jahrhundert (1914, 2:a upplagan 1922), Deutsche Geschichte 1871-1919 (1920, 2:a upplagan 1924), samt Das Grossherzogtum Sachsen unter der Regierung Carl Augusts 1775-1828 (1925).